# 1848年—1849年德意志革命

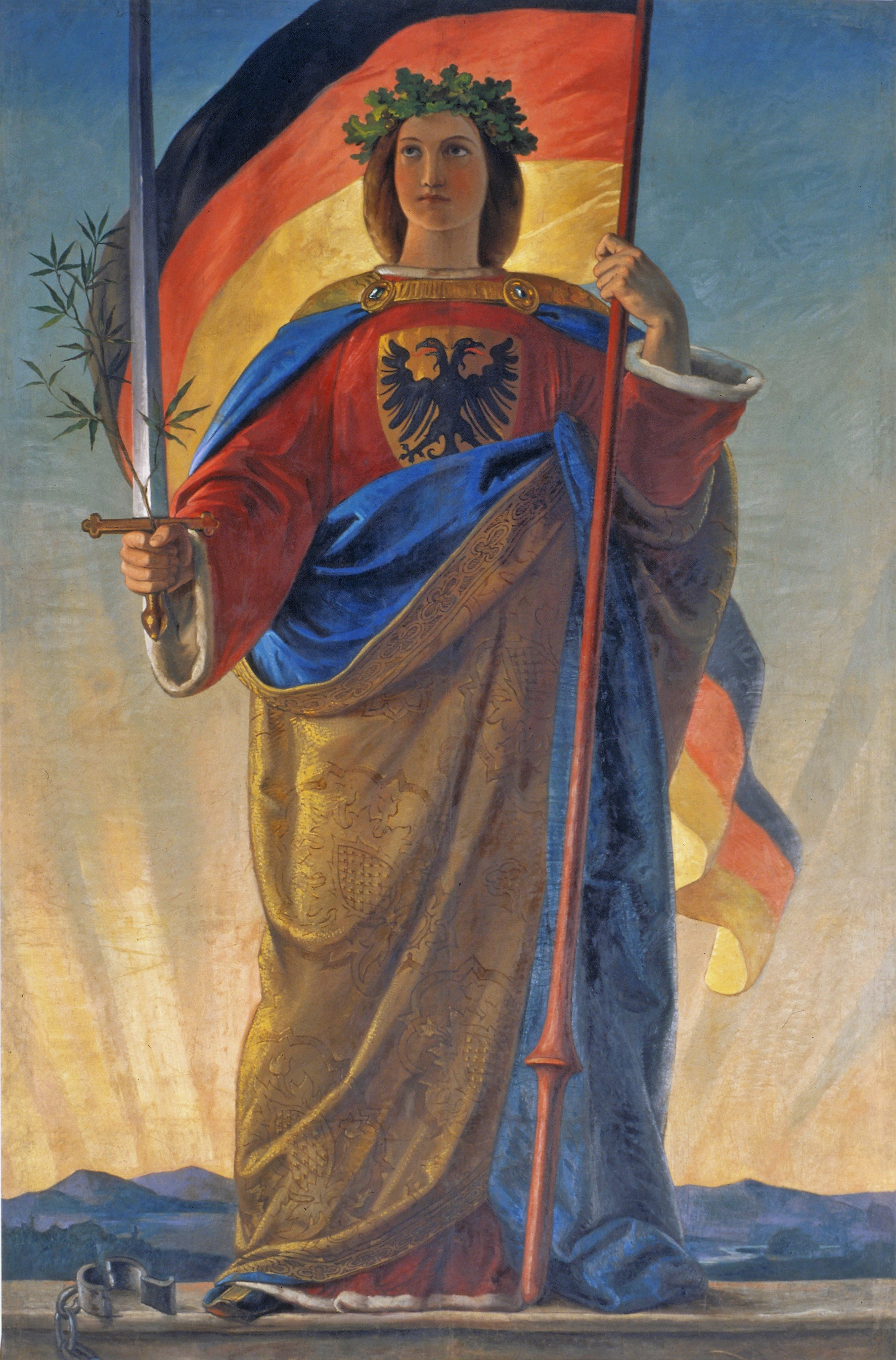
象征着德意志民族的女神日耳曼妮娅的绘画，被悬挂在法兰克福国民议会举行地点的圣保罗教堂内

1848年—1849年德意志革命（德語：Deutsche Revolution 1848/1849），其最初阶段亦被称作三月革命（Märzrevolution），原本是在1848年于诸多欧洲国家爆发的大规模革命的一部分。它们是一系列在德意志邦联及整个奥地利帝国境内爆发的松散抗议；其所展现的泛德意志主义，更是普遍对继承神圣罗马帝国德意志领土的德意志邦联内39个独立邦国分裂且专制的传统政治结构表达了不满。革命者中，中产阶级大多支持自由主义；而工人则为改善工作及生活条件寻求改革。当中产阶级与工人阶级出现分裂时，支持保守派的贵族便将其镇压。为了逃避政治迫害的自由主义者被迫逃亡，并在之后被称为“48年的人”；其中大量逃亡者选择移居美国，遍布威斯康星州至德克萨斯州。

## 起因
1848年革命的基础早在1832年哈姆巴赫庆典时就已奠定；面对严苛的税收与政治审查制度，公众骚乱开始大幅增长。对于共和主义者来说，在当日采用作为今日德国国旗使用的黑红金三色作为共和运动以及德语人口的团结之象征，也是哈姆巴赫庆典值得注意的。

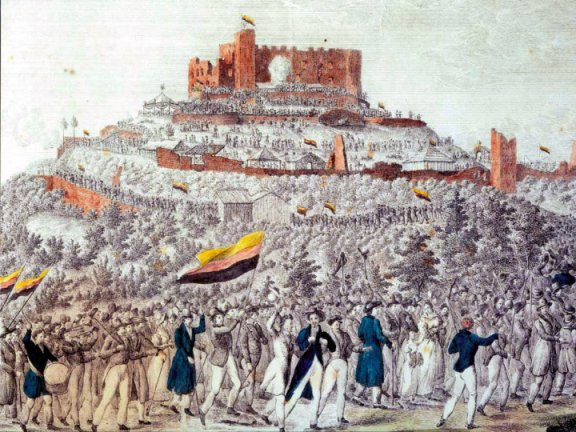
1832年哈姆巴赫庆典

为了促进民主改革的行动，在德意志诸邦国内迅速传播并爆发了不同的革命。在法国巴黎，由工人及手工业者领导，并于1848年2月22日至2月24日爆发，导致路易·菲利普国王被驱逐并流亡英国的革命亦激发了德意志诸邦国的革命。在法国，1848年革命被称作“二月革命”。革命从法国燃遍欧洲大陆，不久即由1848年3月13日在维也纳的大规模示威为起点于德意志全境爆发，致使奥皇斐迪南一世的首相梅特涅亲王辞职并流亡英国。此示威的时间也是“三月革命”之名称的由来。人人自危的德意志诸邦国君主害怕受到与法王一样的遭遇而选择至少暂时接受革命者的要求。在德意志南部与西部均发生了大规模集会与示威；人民要求集会自由，结社自由，人民武装自由，出版自由，成文宪法与议会。

## 奥地利帝国内的革命
奥地利帝国在1848年是最具有话语权的德意志邦联成员。她被认为是神圣罗马帝国的继承者，尽管其早已于1806年被拿破仑勒令解散且未能在1815年维也纳会议上起死回生。奥国的政治在1815至1848年一直被梅特涅首相主宰。1848年3月，一场在维也纳由大学生主导的大型街头示威被德意志诸邦国的报刊竞相报道。早在1848年2月9日于巴伐利亚境内也发生了一次重要的示威活动，但相对此次示威则较小。于维也纳示威的大学生是受自由主义牧师安东·费斯特在大学内的讲道鼓舞。示威学生要求成文宪法及由男性普选的制宪议会。作为回应，奥皇和梅特涅首相命令军队粉碎示威。军队当示威者靠近皇宫附近的街道时开火并造成数人死亡，工人阶级亦随后加入学生示威者并引起了武装叛乱。下奥地利议会要求梅特涅首相辞职，尽管皇帝不情愿，梅特涅首相还是因无人支持而被迫辞职并流亡英国。
斐迪南指派的新首相是名义上的自由主义者，奥地利政府也于4月底起草了宪法；但人民对此表达不满，因为大多数人仍没有投票权。1848年5月26日至5月27日，维也纳的市民回到街头并设立路障，为可能到来的军队镇压做准备。奥皇已携家眷逃至因斯布鲁克，并在那里被忠于他的蒂罗尔农民保护着度过了未来数月；他也分别在5月16日与6月3日发表了两条宣言，向人民做出让步。他把帝国议会改为由人民选举的立宪会议，但其余的让步则是不切实际的，并被普遍认为在日后造成了德意志邦联的重组与德国统一。

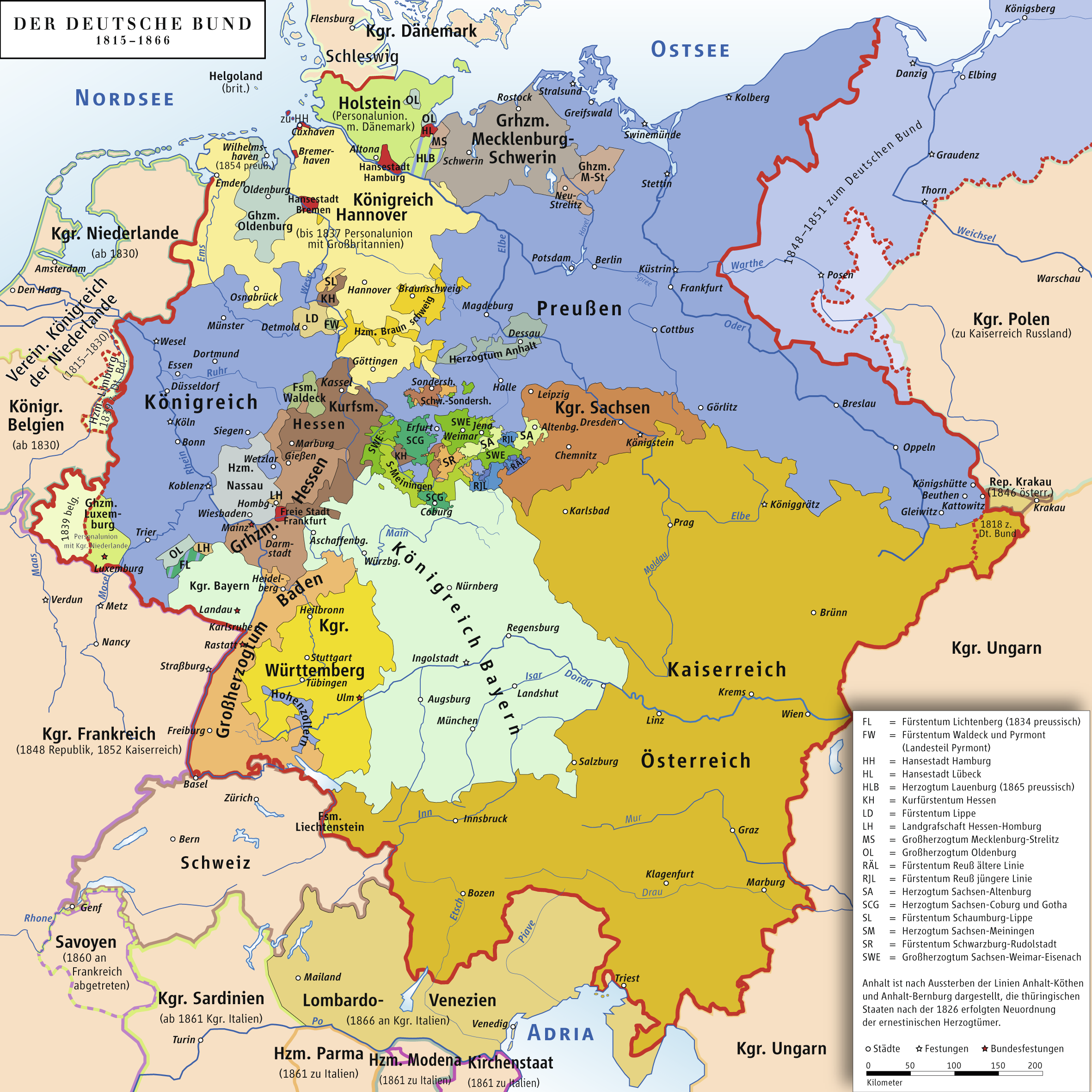
1848年革命时的德意志邦联及周边国家

皇帝于8月12日重返维也纳，但工人阶级也在不久后的8月21日再次上街抗议高失业率与政府降低工资的法令；军队亦在8月23日向手无寸铁的示威者开火数次。9月下旬，兼任匈牙利国王的奥皇斐迪南一世派遣奥地利和克罗地亚军队前往匈牙利镇压当地的民主革命。然而奥军在9月29日被起义军击败，维也纳的市民也在10月6日至7日抗议皇帝在匈牙利的行动。奥皇在10月7日再次逃离维也纳，居住在帝国东部摩拉维亚的奥洛穆茨镇；他也于1848年12月2日退位并赞成由其侄子弗朗茨·约瑟夫继承皇位。

## 巴登大公国内的革命
巴登的宪法自由早在1811年就已实现，但其宪法却于1825年被贵族统治者撤销。1830年，巴登的利奧波德成为大公国的统治者后，即在宪法上，教育上，民事和刑事法律上带来了民主改革；巴登大公国更于1832年加入普鲁士主导的德意志关税同盟。1848年二月巴黎革命胜利的消息传出后，欧洲各地，包括奥地利帝国和德意志各地区都发生了革命。尽管进行了各种改革并被认为是德意志境内最自由的国家，巴登大公国却在德意志境内最先发生民众骚乱。巴黎在二月的消息传到巴登后，当地几位无组织的农民烧毁了本地贵族的豪宅并威胁他们。1848年2月27日，一个来自巴登的议会在曼海姆通过了一项要求提出权利法案的决议。符腾堡王国，黑森-达姆施塔特公国，拿骚公国和一些其他德意志邦国也通过了类似的决议。这些运动出人意料地获得了强大的支持，并迫使大量邦国君主无条件接受“三月的要求”（德語：Märzforderungen）。
维也纳的三月革命是德意志各邦革命的催化剂。民众要求选举出代议政府和一个统一的德意志，而德意志各邦国的统治者则由于恐惧而不得不承认改革的要求。他们批准了1848年3月31日至1848年4月4日在法兰克福自由市圣保罗教堂举行，负责起草被称为“德国人民的基本权利与要求”的新宪法的议会，且大多数出席议会的代表都是立宪君主。巴登方面派出弗雷德里希·黑克和古斯塔夫·斯特鲁维两位民主人士前往议会。由于他们站在少数人一方且缺乏相关进展，感到沮丧的二人于1848年4月2日出面抗议。德国持续的罢工与革命高潮促使议会通过了要求组建国民议会的决议。1848年4月8日，议会通过了普选和间接（两轮）表决制度的选举法。新国民议会被确定，1848年5月18日，809位代表中的585人在法兰克福的圣保罗教堂就座，召集法兰克福国民议会。政治立场中间偏右的记者卡尔·麦凯当选为法兰克福国民议会副主席。
巴登持续着由自由主义者煽动的混乱；出于对事态扩大的恐惧，巴登政府开始扩军并向邻邦寻求援助。巴登政府试图通过逮捕巴登民主党领袖兼新闻记者约瑟夫·费克勒以镇压起义，但却适得其反地引起了民众的愤怒和抗议活动的增加，并导致1848年4月12日爆发了全面的起义。巴伐利亚王国政府在普鲁士军队的帮助下于坎登市镇压了弗雷德里希·黑克领导的起义军，结束了这场被称为“黑克起义”的暴动。然而好景不长，巴登于1849年5月再度爆发革命，而这次起义则与普法尔茨的起义紧密相关。

## 普法尔茨地区的革命
1849年春，当革命高潮再起时，起义于1849年5月6日在莱茵兰的埃尔伯费尔德开始。然而，当卡尔斯鲁厄爆发骚乱时，起义便很快再次蔓延至巴登地区。由于巴登和普法尔茨（当时属于巴伐利亚王国的一部分）仅由莱茵河隔开，起义也主要发生在莱茵河沿岸的边界，所以它们被视为同一个起义的两个部分。1849年5月，巴登大公被迫离开卡尔斯鲁厄并寻求普鲁士的帮助，普法尔茨和巴登也同时成立了临时政府。临时政府在巴登的条件较为理想，因为公众和军队都强烈支持政府的宪政与民主改革。军队强烈要求起草宪法并大力支持革命，国家政府也能够充分提供军火和财政资助，但普法尔茨地区的条件却与此不同。普法尔茨历来拥有比德国其他地区更多的保守派中产阶级，他们普遍反对革命；普法尔茨的军队亦不支持革命且缺乏供给。当起义政府接手普法尔茨时，整个地区既没有团结一致，亦没有充足的国库。人们的武器仅限于私人持有的火枪，步枪以及体育用枪；临时政府派人到法国和比利时购买武器，但均未成功。法国政府更是禁止向巴登和普法尔茨出口武器。

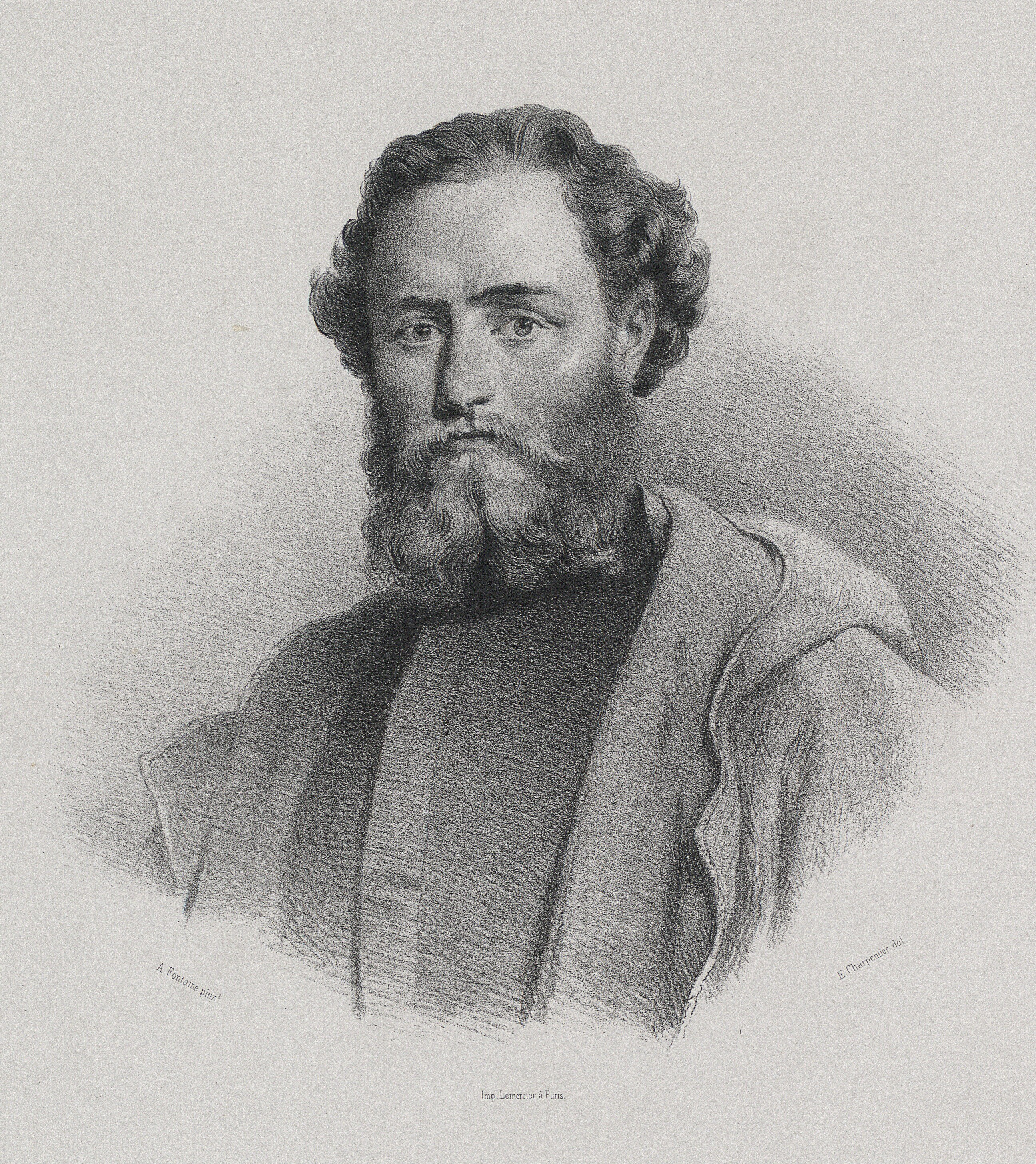
波兰将军、诗人与学者路德维克·米罗斯拉夫斯基。

临时政府首先任命法兰克福国民议会的律师，民主人士和代表约瑟夫·马丁·雷夏德为普法尔茨军事负责人。普法尔茨第一任军事总指挥丹尼尔·芬纳·冯·芬内伯格是前奥地利军官，他曾在1848年起义期间指挥维也纳的国民警卫队；但他很快被在1830至1831年波兰起义军内任职参谋官的菲利克斯·拉奎尔所取代。最后，路德维克·米罗斯拉夫斯基被赋予普法尔茨武装部队的最高指挥权，而弗兰兹·斯奈德则被赋予战场指挥权。另一位值得注意的效力于临时政府的军官是赫尔曼·冯·纳兹梅尔。赫尔曼·冯·纳兹梅尔曾是负责管理柏林军火库的前普鲁士军官。1848年6月14日，他因拒绝向起义者开枪而被视为英雄；尽管他为此被判15年有期徒刑，但他却于1849年逃走并随后加入了普法尔茨的起义军。
普法尔茨和德国各地的民主党人认为巴登和普法尔茨起义是德意志人民争取宪法权利的一部分。巴登军队中的一名少尉弗朗茨·西格尔是一位民主人士，也是临时政府的支持者，他制定了一项保护卡尔斯鲁厄和普法尔茨改革运动的计划：他建议动用一支巴登的军队前往霍亨索伦-西格马林根并宣布霍亨索伦共和国的成立，然后向斯图加特进军；在成功煽动斯图加特和整个符腾堡王国支持革命后，军队将前往纽伦堡并在弗兰肯扎营。然而，西格尔未能说明将如何对待国民议会所在的法兰克福自由市，而这对为立宪而战的革命树立泛德意志性质必不可少。
尽管西格尔提出了建设性的计划，革命政府并没有发起行动；卡尔斯鲁厄和巴登的起义也一度被巴伐利亚军队镇压。随后，来自巴登的律师和民主人士劳伦斯·彼得·布伦塔诺领导了临时政府并掌控绝对权力。他任命路德维克·米罗斯拉夫斯基负责普法尔茨的军事行动。布伦塔诺负责巴登革命政府的日常事务，米罗斯拉夫斯基则在普法尔茨一边负责调动军队；然而他们并未很好地合作，例如米罗斯拉夫斯基决定废除莱茵河上一条大桥的收费项目，因为该项目仅由巴登方面进行。也正因为他们的不协调，米氏的起义军在巴登的乌布施塔特-魏尔战败。他被迫率军越过巴登南部山区撤退，并在巴登和瑞士之间边界的穆尔格镇与普鲁士军队进行了最后的战斗。米氏和其他幸存者越过边境逃到瑞士，而起义军的总指挥官随后流亡巴黎。
值得注意的是弗里德里希·恩格斯参加了两地的起义。 1848年5月10日，他和卡尔·马克思从科隆启程并目睹了起义。 从1848年6月1日起，恩格斯和马克思成为《新莱茵报》的编辑。 不到一年之后，普鲁士政府因支持宪法改革于1849年5月19日停办该报。1848年底，马克思和恩格斯打算会见后来担任巴登和普法尔茨临时政府成员的卡尔·路德维希·约翰·德斯特。他是一位医师，民主人士与社会主义者，也曾担任共产主义者同盟科隆社区的医生。二人与其会面后，马克思身负任务前往巴黎，恩格斯则留在普法尔茨。
1849年，恩格斯在埃尔伯费尔德与起义民众一起安放路障，准备与试图镇压起义的普鲁士军队作战。在前往埃尔伯费尔德的途中，恩格斯收集了索林根市的工人在格拉夫拉斯市的军火库缴获的两箱步枪弹。恩格斯等人一度逃至凯撒斯劳滕市，并于6月13日在那里加入了由800名工人组成，由前普鲁士军官奥古斯特·威利希所组建的军队。工人团与其他革命团体合并为一支三万余人的反抗队伍，并有效抵御了强悍的普鲁士军。身为共产主义者同盟的成员，恩格斯坚决支持德意志的革命；他也随后与所在的军团参与了整个普法尔茨的革命。然而起义军仍在8月份普鲁士军抵达后被击败；工人团的幸存者穿越了边界前往安全的瑞士，而恩格斯本人直到1849年7月25日才抵达瑞士。向身在伦敦的马克思和众同志表示他于革命幸存后，恩格斯以一位难民的身份开始撰写他的革命经历。他发表了“为德意志帝国宪法而战”一文。
此外，由于普鲁士军轻松镇压了起义，许多南德人开始认为普鲁士王国将取代奥地利帝国成为南德的主导力量。对两地起义的镇压与起义的失败结束了德国在1848年春爆发的革命。

## 普鲁士本土的革命

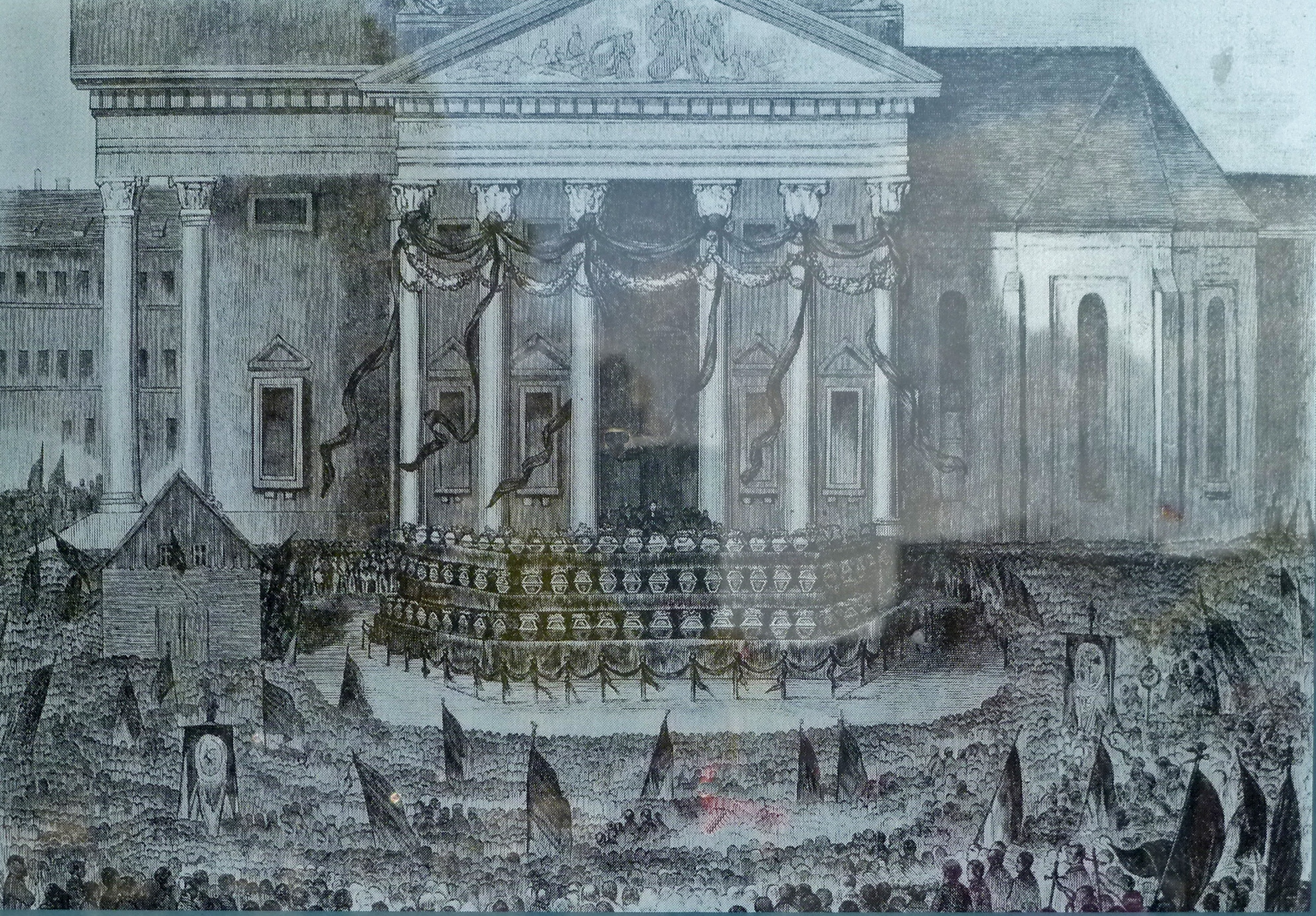
民众在柏林御林广场上向起义中的死难者致意

1848年3月，人民聚集在柏林，要求“向国王致辞”。国王腓特烈·威廉四世出人意料地口头接受了示威者的所有要求，包括议会选举，宪法和新闻自由。他承诺“普鲁士向德意志前進”。然而，在3月13日，当警方对公众示威的警告被忽视之后，军方攻击了一众在蒂尔加滕区举行会议后返回的人群，造成一人死亡，多人受伤；于是一次大规模的示威在3月18日爆发。当示威过程中两枪被打响后，民众担心首都内能够调遣的2万名士兵中的一部分将会被被用来对付他们，随即开始竖立路障。一场持续了13小时并造成了数百人死亡的战斗接踵而至，直至部队接到命令撤退为止。在这之后，腓特烈·威廉四世试图向公众再次保证他将重组政府，并批准了公民的武装权利。3月21日，国王通过柏林的街道，并在城内的腓特烈斯海因公墓出席了不幸遇难的平民起义者的集体葬礼。国王本人，部长们与将军们身着象征着革命的黑红金三色服装。同时，计划在被普鲁士统治的前波兰王国领土起义的波兰囚犯也被释放，在全城游行并受到了人民的热烈欢迎。示威期间遇难的254人被列在御林广场的灵柩台上。大约4万人陪同这些倒下示威者的灵魂到达腓特烈斯海因公墓。
1848年5月18日，被选举的的立宪国民议会聚集在法兰克福的圣保罗教堂。议会的官方名称为“全德意志国民议会”，亦称作“法兰克福国民议会”，议会的代表均由1848年4月下旬至5月上旬由德意志各地民主选举产生。议会代表包括122名政府官员，95名法官，81名律师，103名教师，17名制造商和批发商，15名医师和40名土地所有者。 议会由自由派主导，并被称作“教授议会”，因为大多数代表具有学者背景。一位波兰出身的工人阶级代表与他的蒂罗尔同事一样，没有受到任何重视。
法兰克福国民议会自1848年5月18日起便努力设法团结德意志诸邦，并制定宪法。然而大会无法通过任何决议，并坠入了无休止的辩论。1848年5月22日，另一个民选议会聚集在了柏林市，他们由1848年4月份的一部允许两阶段表态的普选的法律选出。大多数被选入柏林议会（另称普鲁士国民议会）的代表都是资产阶级自由民或自由主义派官僚。他们着手“与国王达成协议”来撰写宪法，然而腓特烈·威廉四世单方面强制执行君主宪法以削弱民主力量。此宪法仍于1848年12月5日生效。柏林议会亦在同日解散，由“君主宪法”控制下的两院立法机构取而代之。这个立法机构由普鲁士上议院和一个地方议会组成。日后的铁血宰相，奥托·冯·俾斯麦在此时被选进由君主宪法选出的第一个地方议会。

## 萨克森王国内的革命
在萨克森王国首都德累斯顿，民众上街要求国王弗里德里希·奥古斯特二世参与选举的改革，社会公正的建立和成文宪法的撰写。1849年4月30日奧古斯特把德累斯頓的自由派議員驅逐，任命一個強硬立場的政府，新政府決定以武力恢復秩序；5月3日示威者已在全市築起108個街壘，國民自衛軍也背棄政府，國王和大臣逃到首都外的要塞，請求普魯士幫助恢復秩序；此時，被驅逐的自由派議員成立新政府，城外大批革命者來保衛新政府。起义的人群中不乏有声望者，如擔任宮廷樂師的作曲家理查德·瓦格纳热衷于参与德累斯顿革命，支持民主共和运动，他亦在1849年5月3日至9日的德累斯顿起义中支持临时政府；他把革命視為一種手段，認為能夠完成自己作為世界藝術天才的使命創造最佳條件；在革命中，他忙著製造手榴彈並在教堂上觀察普魯士軍隊。1849年5月9日，瓦格纳与起义领导人一起离开德累斯顿前往瑞士以免被捕。 他在瑞士，意大利和法国巴黎流亡多年，并最终在政府取消对他的禁令后回到德国。参加起义的还有俄罗斯革命家米哈伊尔·巴枯宁和德国工人阶级领袖斯蒂芬·波恩。
然而，此次革命普魯士以閃電之姿，以火車把軍隊運送到德累斯頓，5月9日大約5000名普魯士和薩克森士兵進程、拆毀街壘，擊潰保衛城市的3000餘名革命者。250名起義者陣亡、400人受傷、869人被捕；多達6000人被審判，罪狀溯及1848年3月，其中727人被判徒刑，有97%在薩克森本地人。有將近2000名起義者像華格納一樣逃到瑞士。也有萨克森居民选择移居美国。他们在德克萨斯州登陆并创建了德裔德克萨斯人社区，一些人居住在城市，但更多人在西德克萨斯成为了富裕的农场主。
自1830年的革命事件发生以来，萨克森王国即成为君主立宪制国家；其拥有两院立法机构和一个有效的立法部门，其宪法作为政府基础一直延续到1918年德意志帝国解体。1848年的革命也为萨克森带来了普遍且更得民心的改革。

## 莱茵兰及普鲁士莱茵省的革命
莱茵兰、黑森-莱茵、卢森堡和普法尔茨共同有着1795年后被拿破仑统治的历史。拿破仑的军队摧毁了神圣罗马帝国的军队，在他统治下建立的社会，行政和立法措施更击垮了从前神职人员与贵族在此地的封建统治。尽管莱茵兰的土地并非最优良的耕地，但林业却是一个传统的强大产业。农业的相对匮乏，18世纪后期封建结构的消除，以及强大的伐木业对莱茵兰的工业化直接作出了贡献。受益于马克伯爵领地附近的煤炭资源和通向北海的莱茵河河道，莱茵河左岸的土地在19世纪成为了德国最主要的工业区。至1848年，亚琛，科隆和杜塞尔多夫已高度工业化，拥有数种不同类型的工业。19世纪初，莱茵兰90％以上的人口从事农业（包括伐木业），但至1933年只有12％仍从事农业生产。至1848年，莱茵兰涌现了大量的工人与无产阶级，且相较于同时期的法国拥有更高的教育水平与活跃的从政倾向。尽管其他德意志邦国在1848年的起义由资产阶级自由派领导，莱茵兰的无产阶级早在1840年就已公开反对资产阶级。

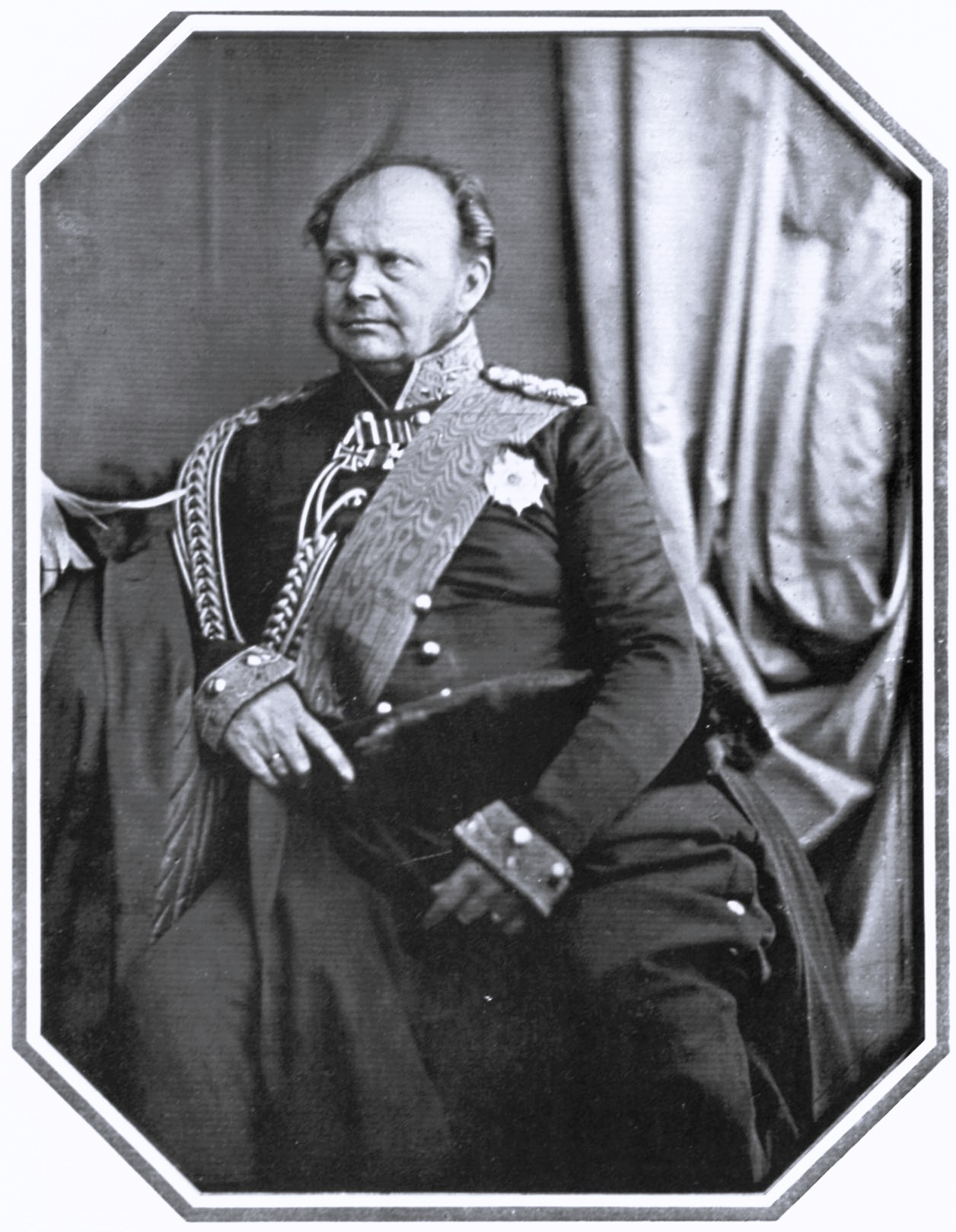
普鲁士国王腓特烈·威廉四世。

普鲁士在1848年已牢固控制作为王国西部领土的莱茵兰，其在此地的统治历史最早更可以追溯到勃兰登堡时期的1614年通过继承获得的第一片领土。如上所述，在拿破仑时代，莱茵河左岸被纳入法兰西帝国，其封建政治结构解体；但1814年拿破仑战败后，作为战胜国的普鲁士接管了整个莱茵河西岸。普鲁士政府把莱茵人当作臣属和外地人，并试图重建被当地人摒弃的封建体制；于是1848年在莱茵兰的大部分起义都有着强烈的反普鲁士色彩。然而，莱茵人注意到了1848年5月18日普王在柏林宣布将成立一个可能进行民主改革的联合议会。尽管联合议会的选举是间接性且建立在拥有选举议员权利的男性普选之基础上的，莱茵人仍对这一进展抱有希望，并未参加在德意志其他地区早期发生的起义。
然而，普鲁士政府错误地认为这是此地人民对其专制政府的忠诚，便开始向其他在城市与领地内发生叛乱的邦国提供军事援助以镇压叛乱：例如镇压了在德累斯顿，普法尔茨，巴登，符腾堡，与弗兰肯等地的叛乱；但普鲁士人很快意识到他们需要更多的兵力以支持军事行动。理所当然地接受了莱茵人的忠诚，普鲁士政府与1849年春在威斯特法伦省和莱茵省召集了大量预备役人员作为国家宪兵。这一行动旋即遭到了反对：召集国家宪兵的命令影响到了所有40岁以下成年男性，因为这样的命令只能在战争期间进行，所以它即是非法动员军队。普王在这之后解散了联合议会的第二议院，因为其在1849年3月27日通过了一个不受欢迎的宪法；这使得包括大小资产阶级与无产阶级在内的所有莱茵人站起来保护他们认为正在悄然消失的政治改革。
1849年5月9日，起义在莱茵兰的埃尔伯费尔德，杜塞尔多夫，伊瑟隆和索林根相继爆发。杜塞尔多夫的起义在第二天即被镇压；而埃尔伯费尔德的起义者展现了强大的毅力。起义者中15000名工人上街竖立路障，勇敢地抵抗前来镇压并征集国家宪兵的普鲁士军。普军最后仅在埃尔伯费尔德征集了40名人员。城市里组建了公共安全委员会以组织公民反抗；委员会的成员包括本地的民主人士和律师，一位律师兼民主人士恩斯特·赫尔曼·赫克斯特更当选为委员会主席。 许多普法尔茨临时革命政府成员也在埃尔伯费尔德起义的领导人之内。
公共安全委员会成员无法就一个共同的计划达成一致，更不要说团结参与起义的各个群体。觉醒的工人阶级只想一心一意地追求自己的目标；公民与准军事组织也组织起来支持起义，他们由奥古斯特·维利希等人领导。1849年5月17日至18日，一批来自特里尔市和邻近乡镇的工人与民主人士冲入普呂姆的军械库为革命者取得武器。上层资产阶级被无产阶级的行动震惊，他们开始从宪法改革运动中分离出去，并把其领导人描绘成嗜血的恐怖分子。大多由小资产阶级组成的委员会领导层亦开始动摇；他们宁可放弃革命并破坏公共财产也不愿再组织各种抗议活动。公共安全委员会也在此时开始尝试平息改革与示威运动。

## 巴伐利亚的革命
在巴伐利亚，国王路德维希一世失去了威信，因为他与最宠爱的情妇洛拉·蒙泰兹，一位无法被贵族与教会所接受的舞者与女演员具有开放关系。她试图在一位信奉新教的总理帮助下进行改革，但反而激怒了当地的天主教保守派。2月9日，保守派走上街头抗议，而这次示威开启了1848年革命的先河。这是在自由主义抗议浪潮中的一个例外，因为保守派只想要摆脱洛拉·蒙泰兹，而没有任何其他政治诉求；而支持自由主义的学生则利用这次机会加强他们对政治改革的诉求。学生们在巴伐利亚王国各地为了宪法改革而示威，就像德意志其他地区的学生们一样。作为回应，国王试图进行一些较小的改革，但这些都不足以平息抗议的浪潮。国王于1848年3月16日逊位于其长子马克西米利安二世，并抱怨道：
“尽管我不想放弃权力，但我不想再统治了。我是为了不成为奴隶而成为主人。”
路德维希是1848年德意志革命中除奥皇外唯一退位的统治者。尽管他推行了一些改革，但中央政府仍在之后掌控着权利。

## 法兰克福国民议会
1848年3月6日，在巴登大公国的海德堡，一群自由主义人士计划选举德意志国民议会。这个议会的雏形在3月31日于法兰克福自由市的圣保罗教堂内确定，议会的成员要求自由选举出一个全国性的议会，并得到了德意志各邦的一致同意。最终议会在5月18日在圣保罗教堂内开幕。在第一届自由选举产生的国民议会的585名代表中，很多是教授（94人，以法律背景出身為主），教师（30人），或受大学教育者（233人），而政治家、農民與工人出身者则很少，因此又被稱為「教授會議」。约400名代表可以就其政治派系确定，而派系则通常以他们的会议地点命名：

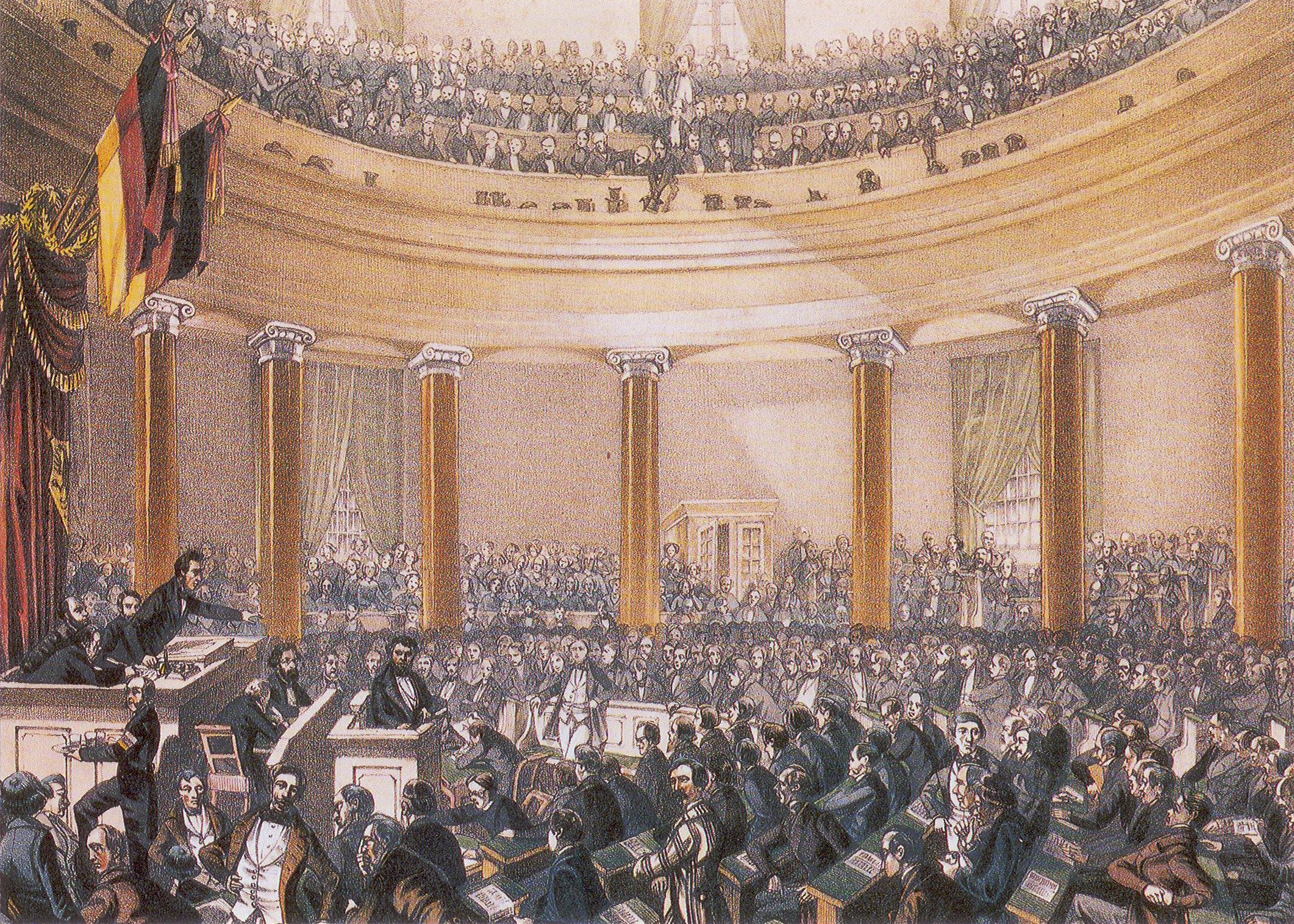
1848年，法兰克福国民议会

- Café Milani – 右翼/保守主义（40人），著重於制憲工作，與諸侯合作
- Casino – 中间偏右/保守自由主义（120人），主張君主立憲。
- Landsberg – 中间/自由主义 （40人）
- Württemberger Hof – 中间偏左 （100人），拒絕與諸侯妥協
- Deutscher Hof – 左派/自由民主主义 （60人）
- Donnersberg – 极左/民主主义 （40人），主張小德意志方案

在自由派政治家海因里希·冯·加恩的主持下，议会开始实施其雄心勃勃的计划，即以现代宪法为基础建立统一的德国。然而，问题从一开始就离不开地方主义，对地方主义的支持甚至大过泛德意志主义；除此之外普奥矛盾也是一个巨大的绊脚石。
值得一提的是法兰克福国民议会在1848年6月14日决定成立德国海军，此决定对德意志在未来的力量和国际影响力很重要。
奥地利大公约翰被选为临时帝国领导人，这是对建立临时行政权力的一个尝试；然而，由于大多数邦国都未能充分认识到统一的新政府的必要性，这个方案未能实行。当普鲁士对石勒苏益格-荷尔施泰因问题上未经议会事先同意而擅自表达政治意图时，国民议会更在公众眼里失去了声望。类似的问题也在奥地利擅自动用武力镇压维也纳起义时出现。
法兰克福国民议会的无力感由1848年丹麦冲突的辩论反映了出来。和1848年许多其他事件一样，此冲突亦由街头示威引起。3月21日，哥本哈根的民众上街要求民主宪法。然而荷尔施泰因和南石勒苏益格绝大多数人口使用德语，所以基尔市和整个荷尔施泰因的公民根本无从得知哥本哈根的动乱。荷尔施泰因的民众发动起义，获得了自治权，同时建立了与德意志邦国更为密切的外交关系。1848年3月24日，人们在荷尔施泰因建立了一个新的临时自治政府，并建立了拥有7000名士兵的石勒苏益格-荷尔施泰因军队。针对此事件，德意志各邦统一支持兼并石勒苏益格与荷尔施泰因两地。普鲁士王国更派出军队支持这一独立运动，但却在英俄两国试图以国际压力结束战争时，果断地忽略了国民议会的要求。普鲁士人在瑞典王国的马尔默签署了和平协议，同意撤走在石、荷两地的军队并同意丹麦的其它要求。马尔默条约在德意志邦联内引起极大的惊愕，并引起了辩论，但它无力控制普鲁士。 1848年9月16日，法兰克福国民议会以多数票承认了马尔默条约。此次投票后，国民议会的公众支持大幅下降，激进共和党人公开表示反对议会。

1871年以“小德意志方案”建立的德意志帝国

即使如此，关于在未来实施的宪法的讨论已经开始。以下均为主要问题：
1.统一的德国领土是否应该包含奥地利在德意志邦联内的领土？如果这么做，会在宪法上让奥地利帝国在邦联之外的领土分离出去。
包含奥地利的方案被称为“大德意志方案”（共計7000萬人口）；另一个方案则是排除奥地利，让普鲁士王国获取帝国领导权的“小德意志方案”。
最终，当奥地利帝国总理决定为帝国实行中央集权的宪法时，代表们不得不放弃“大德意志方案”的构想。
2.统一的德国政治体制应该是世袭君主制，还是选举君主制，甚至是共和国？
3.统一的德国应该是由相对独立的各邦组成的联邦，或者是由强大的中央政府所掌控的中央集权制国家？
尽管3月革命的成果促使诸多德意志邦国做出了妥协，法兰克福议会的讨论一直持续至了1849年3月27日保罗教堂宪法通过。宪法规定统一的德国将成为君主立宪制邦聯国家，具有声望的普鲁士国王将担任世袭制的国家君主，但君權受限，是兩院制度，人民有普遍且平等的選舉權。然而后一项提案只获得了290张赞成票，另有248票弃权。有28个邦国承认此宪法，但奥地利帝国，普鲁士王国，萨克森王国，巴伐利亚王国和汉诺威王国等较大的邦国均不承认此宪法。其中普王以「君權神授」的論點，反對這個憲法裡，由人民賦予君王權力的論調。

## 普鲁士对革命态度的转变

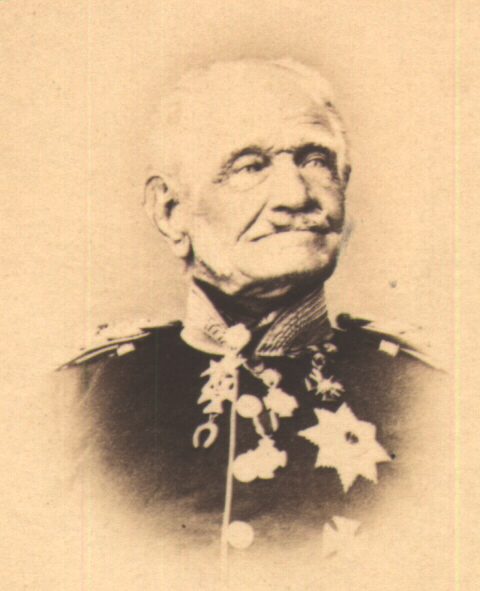
普鲁士元帅弗里德里希·海因里希·恩斯特·格拉夫·冯·弗兰格尔（1784-1877）

1848年底，包括奥托·冯·俾斯麦在内的普鲁士贵族和将领们重新掌控了权力。他们并未被3月的革命击垮，而是选择暂避风头。保守派将军弗里德里希·格拉夫·冯·弗兰格尔率领军队进入了柏林，并促使普王立即重返贵族势力一方。普王于11月解散了新的普鲁士议会，并提出了他自己的宪法。此宪法以议会为基础，但仍维护国王的至上权威；在接下来的几年内，宪法制订了由三级投票制的普选选举的上议院和下议院。此投票法与纳税数量有关，因此超过80%的选民只控制了1/3的席位。1849年2月，国民议会代表团在柏林会见了普王腓特烈·威廉四世，并根据此宪法授予其德意志的皇冠。普王向代表团表示，他对此感到荣幸，但他只可在贵族，其他邦国的君主与各个自由市的同意下接受此皇冠。但后来他在写给在英国的亲戚的一封信中直言不讳地说道，他为被授予一个被革命的恶臭与污垢糟蹋的“沟渠上的皇冠”而感到了巨大的侮辱。
不久后，奥地利与普鲁士分别撤出了他们在议会内的代表，使得议会成为了一个辩论会。激进的代表们被迫前往斯图加特，并在那里召开了一个残缺的议会直至其被符腾堡军队驱散。在萨克森，普法尔茨与巴登，支持立宪的武装起义只持续了短暂的时间，因为当地军队在普鲁士军队的援助下迅速击垮了起义者。领导者与参与者一旦被逮捕将面临长期徒刑。

## 革命的失败
1848年试图统一德意志邦联的革命因为法兰克福国民议会所反映的德国统治阶级的不同利益而遭到失败；议会的成员更无法组成一个促进具体目标的政治联盟。议会内的第一次冲突即在代表们所追求的政治目标内发生：温和的自由派想起草宪法，而小部分激进派则希望议会宣称自己为立法机构。代表们根本无法克服分歧，也从未尝试采取明确的行动以促进目标的统一或引入民主规则。当法国革命是在一个已成形的民族国家内发生时，德意志邦联内的民主派与自由派则必须面对建立民族国家与法治社会的双重问题，使得他们无法承受。
当法兰克福国民议会在5月18日开幕时，代表们选举海因里希·冯·加恩为大会的第一任主席。他受到了政治立场中间偏右的联盟党的支持与一部分温和左派的影响，因此他能够控制250位代表。他强烈支持德国统一，但他坚持认为国民议会需要得到高度反动的君主支持。此外，在有能力实现德国统一的国家中，普鲁士王国是唯一的候选者，尽管包括他本人在内的大多数代表均不信任普鲁士专制政府的意图。
国民大会无权提高税率，只有依赖善意君主们的意愿；且由于许多代表在各邦国政府内兼职，他们不愿意提出激进的改革方案以免激怒邦国君主；除此之外他们即既不能为起义者筹集资金也无权强制执行他们可能考虑通过的法律。百余名激进分子认为武装起义是必要手段，对国民议会的争论失去了兴趣，选择离开议会并组织地方武装以促成“真正的革命”。然而没有官僚的支持，他们筹集不到资金。温和派自由主义者害怕失去为君主服务的机会，很快断定只有通过协商引领政治上的进步；但普鲁士军队无视一切改革要求，并在1849年将所有激进派驱赶出了国民议会。
议会代表仍然积极计划改革，但代表之中的几个主要分歧渐渐显现出来并阻碍了改革的推动。几个典型的例子有“大德意志”与“小德意志”的倡导者，天主教徒与新教徒，普鲁士与奥地利的支持者。然而造成议会瓦解的主要冲突则是温和派与自由主义者的目标。温和派倡导撰写民主宪法，而自由主义者争取与反动君主进行协商以促进改革。不同的利益集团开始暗地里聚集以决定他们的策略。与此同时，德意志诸邦国的统治者逐渐意识到他们不再受到压力。尽管巴伐利亚国王因革命下台，但那仅仅是来自广大群众压力的结果的一部分。当武装起义的威胁消退后，各邦国君主意识到德意志统一将无法实现，因为没有君主愿意放弃对权力的追求。当各邦国的统治者平息了起义后，他们遵循普鲁士的方法，逐一召回了在议会内的代表。尽管只有普鲁士能够凭借其压倒性的军力阻止各邦君主攻击法兰克福国民议会，但它也有着自己的政治利益。
奥地利帝国在镇压了伦巴底-威尼西亚王国内的起义后，哈布斯堡皇室已准备好对付德意志各邦。由于无法召集军队且缺乏人民的支持，议会对奥地利的权力束手无策。1849年5月31日，法兰克福国民议会解散。至此，从1848年3月起革命者的成就在所有德意志邦国内被逆转。到1851年，革命时所确立的公民基本权利几乎在所有邦国内遭废除。最后，由于国民议会内各派之间的分歧，自由主义者谨慎的态度，左派试图鼓动大规模支持的失败以及君主派势力的压倒性优势下，革命走向失败。

## 引用
1. 1 2 3  .
2. 1 2 3  .
3. 1 2  .
4. 1 2 3 4  .
5. 1 2  .
6. 1 2  .
7. 1 2 3 4  .
8. 1 2 3 4  .
9. 1 2  .
10. 1 2  .
11. 1 2 3  .
12. 1 2  .
13. 1 2  .
14. 1 2   Richard J. Evans著、胡利平譯. . 北京: 中信出版社. 2018年12月: 270. ISBN 978-7-5086-9650-8 （中文）.
15. 1 2  .
16. ↑   Richard J. Evans著、胡利平譯. . 北京: 中信出版社. 2018年12月: 270~1. ISBN 978-7-5086-9650-8 （中文）.
17. 1 2  .
18. 1 2 3  .
19. ↑  Publications, Davitt. . www.germanheritage.com.   [2018-02-21]. （原始内容存档于2019-05-26）.
20. 1 2  .
21. 1 2 3  .

- Davis Randers-Pehrson, Justine (1999). Germans and the Revolution of 1848–1849. New German-American Studies/Neue Deutsch-Amerikanische Studien. New York: Peter Lang. ISBN 0-8204-4118-X.
- Dill, Marshall (1970). Germany: A Modern History. Ann Arbor, Michigan: University of Michigan Press.
- Hahs, Hans J. The 1848 Revolutions in German-speaking Europe (2001)
- Evans, R. J. W.; Hartmut Pogge von Strandmann, eds. (2000). The Revolutions in Europe, 1848–1849: From Reform to Reaction. Oxford: Oxford University Press. ISBN 0-19-820840-5.
- Hamerow, Theodore (1967). Restoration, Revolution, Reaction: Economics and Politics in Germany, 1815–1871. Princeton: Princeton University Press.
- Hewitson, Mark. "'The Old Forms Are Breaking Up, … Our New Germany Is Rebuilding Itself': Constitutionalism, Nationalism and the Creation of a German Polity during the 、
- Revolutions of 1848–49", English Historical Review, Oct 2010, Vol. 125 Issue 516, pp. 1173–1214
- Marx, Karl; Friedrich Engels (1977). Karl Marx and Frederick Engels: Collected Works. 7. New York: International Press.
- Marx, Karl; Friedrich Engels. Karl Marx and Frederick Engels: Collected Works. 9.
- Marx, Karl; Friedrich Engels. Karl Marx and Frederick Engels: Collected Works. 10.
- Marx, Karl; Friedrich Engels. Karl Marx and Frederick Engels: Collected Works. 38.
- Mattheisen, Donald J. "History as Current Events: Recent Works on the German Revolution of 1848", American Historical Review, Vol. 88, No. 5 (Dec., 1983), pp. 1219–37. JSTOR 1904890.
- O'Boyle, Lenore. "The Democratic Left in Germany, 1848", Journal of Modern History, Vol. 33, No. 4 (Dec., 1961), pp. 374–83. JSTOR 1877214.
- Palmer, Alan (1976). Bismarck. New York: Charles Scribner's Sons. ISBN 0-684-14683-5.
- Pollock, James K.; Thomas H. Pollock (1952). Germany in Power and Eclipse. New York: D. Van Nostrand Co., Inc.
- Robertson, Priscilla. "Students on the Barricades: Germany and Austria, 1848". Political Science Quarterly, Vol. 84, No. 2 (Jun., 1969), pp. 367–79 JSTOR 2147265.
- Robertson, Priscilla. Revolutions of 1848: A Social History (1952)
- Sheehan, James J. (1990). German History, 1770–1866. Oxford History of Modern Europe. Oxford: Oxford University Press. ISBN 0-19-822120-7.
- Sperber, Jonathan (2005). The European Revolutions, 1848–1851. New Approaches to European History. Cambridge: Cambridge University Press. ISBN 0-521-83907-6.
- Vick, Brian (2002): Defining Germany: The 1848 Frankfurt Parliamentarians and National Identity (Harvard University Press, ISBN 978-0-674-00911-0).